# Borgsjö kyrka
Borgsjö kyrka en kyrkobyggnad som tillhör Borgsjö-Haverö församling i Härnösands stift. Kyrkan ligger i samhället Borgsjöbyn i Ånge kommun.

## Kyrkobyggnaden
Tidigare kyrka var möjligen från medeltiden och revs 1766.
Nuvarande kyrka i rokokostil uppfördes 1766–1771 under ledning av byggmästare Daniel Hagman. Material från tidigare kyrkobyggnad användes vid bygget. 12 januari 1772 invigdes kyrkan. Stenkyrkan består av rektangulärt långhus med en sakristia vid norra sidan. Kyrkorummet har brädgolv och ett kalkstensgolv i koret. Innerväggarna är belagda med ljus puts och innertaket har tre ribblösa stjärnvalv.
En stiglucka uppfördes 1806–1808 av Per Hagmansson och låg från början öster om kyrkan. 1906 flyttades stigluckan till norra sidan om vägen.
Klockstapeln är byggd 1782 av Pål Persson, Stugun. Stapeln är åttasidig och har lökkupol.

## Inventarier
- Predikstol och altaruppsats i rokokostil är utförda av Johan Edler d.ä.
- Altartavlan har motivet "De Vise männens besök i Betlehem" (Matteus 2:1-12). Tavlan är signerad Holm, Stockholm, 1794.
- Dopfunten av trä är från 1693.
- En träskulptur från början av 1500-talet är utförd av Hakon Gulleson och föreställer kyrkans skyddshelgon S:t Olof

### Orgel
- 1771 byggdes en orgel av Petter Qvarnström, Sundsvall[1] med 7 stämmor. Fasaden utfördes av Olof Berggren. 1855 byggdes orgeln om av Johan Gustaf Ek, Torpshammar, och fick då 8 stämmor.
- En ny orgel byggdes 1914-1915 av P L Åkerman & Lund Orgelbyggeri AB, Sundbybergs köping. Den orgeln hade 14 stämmor, två manualer och pedal. Orgeln omdisponerades 1945 av E A Setterquist & Son Eftr, Örebro.
- Den nuvarande orgeln byggdes 1970 av Gustaf Hagström Orgelverkstad AB, Härnösand. Orgeln är mekanisk och har slejflådor. Fasaden är från 1771 års orgel. Tonomfång är på 56/30.

| Huvudverk I          | Svällverk II      | Pedal         | Koppel |
| Gemshorn 8´          | Rörflöjt 8´       | Subbas 16´    | I/P    |
| Gedackt 8'           | Nachthorn 4'      | Principal 8'  | II/P   |
| Principal 4' (fasad) | Kvintadena 4'     | Rörgedackt 8' | II/I   |
| Koppelflöjt 4'       | Principal 2'      | Oktava 4'     |        |
| Waldflöjt 2'         | Larigot 1 1/3'    | Rörpommer 2'  |        |
| Mixtur IV 2'         | Ters 4 /5'        | Fagott 16'    |        |
| Dulcian 16'          | Scharf III        |               |        |
|                      | Krumhorn 8'       |               |        |
|                      | Tremulant         |               |        |
|                      | Crescendosvällare |               |        |